# My Story (R. Kelly)
My Story è un singolo del cantante statunitense R. Kelly, interpretato con 2 Chainz. La canzone è stata pubblicata nel 2013 ed estratta dall'album Black Panties.

## Tracce
1. My Story (featuring 2 Chainz) – 3:36